# Blood Mountain
Pour l’article homonyme, voir Blood Mountain (Géorgie).
Albums de Mastodon
Leviathan
(2004) Crack the Skye
(2009)
Blood Mountain est le troisième album du groupe de sludge metal américain Mastodon. Son enregistrement s'est fini en avril 2006 et il est sorti le 11 septembre de la même année en Angleterre, puis le 12 septembre aux États-Unis. L'album pouvait être écouté en entier sur la page myspace du groupe quelques jours avant la sortie.
Comme Leviathan, sorti deux ans plus tôt, Blood Mountain est un album concept. D'après le bassiste Troy Sanders, « il parle d'escalader une montagne et de diverses choses qui peuvent vous arriver dans les bois, lorsque vous êtes échoué quelque part sur la montagne, dans les bois, et que vous êtes perdu. Vous avez faim, vous commencez à avoir des hallucinations, vous voyez des créatures étranges. Vous êtes chassé. Cet album parle de toute la lutte que cela constitue. »
Cet album inclut plusieurs apparitions de musiciens invités : Scott Kelly de Neurosis sur « Crystal Skull », Joshua Homme de Queens of the Stone Age sur « Colony of Birchmen », ainsi que le claviériste Isaiah « Ikey » Owens et le chanteur Cedric Bixler-Zavala de The Mars Volta respectivement sur « Pendulous Skin » et « Siberian Divide ».
Des clips vidéo ont été réalisés pour les titres « The Wolf Is Loose », « Colony of Birchmen », « Sleeping Giant » et « Capillarian Crest ». Bien que la vidéo de « Capillarian Crest » soit constituée d'images extraites d'un concert, c'est la version studio de la chanson que l'on peut entendre dans le clip.
Le guitariste Bill Kelliher considère cet album comme représentant l'élément terre parmi les quatre éléments. Par la suite, Troy Sanders déclara que Blood Mountain était « le meilleur album que nous ayons fait ».
L'usage d'un chant mélodique, propre, à la place des chants gutturaux que l'on pouvait entendre dans les premières sorties, se confirme dans cet album. Le groupe opte également pour une direction plus progressive qu'auparavant.
Blood Mountain est entré dans le Billboard 200 en tant que 32e meilleure vente, avec 24 000 copies vendues, soit le deuxième plus vendu du groupe après Crack the Skye. En décembre 2006, l'album avait atteint 65 000 copies vendues aux États-Unis, selon le site web du groupe ; en mars 2009, il était arrivé à 150 000 copies écoulées, d'après Nielsen Soundscan, puis à 176 000 copies en septembre 2010.

## Réception
Comme les autres albums studio de Mastodon, Blood Mountain a été d'emblée très bien reçu par la critique. Le magazine Total Guitar en a fait son album numéro un pour l'année 2006, et les magazines Metal Hammer et Kerrang! l'ont trouvé au moins aussi bon que Leviathan, si ce n'est mieux. L'album est également apparu dans les hit-parade de plusieurs sites web et magazines en ligne. Le premier single issu de l'album, Capillarian Crest, a été nommé 27e du top 100 des meilleurs titres sortis en 2006 du magazine Rolling Stone. Blood Mountain a été également nommé 9e du top 50 (du même magazine) des meilleurs albums de l'année 2006, et 42e au top 50 du magazine Pitchfork.
Blood Moutain a été élu meilleur album de l'année 2006 au sondage de fin d'année du magazine anglais Metal Hammer, et premier au top 50 de Total Guitar. Il a aussi été nommé 17e meilleur album metal de tous les temps sur le site de jeu IGN. Cependant, l'album n'a pas eu que des admirateurs : The Guardian l'a qualifié de « désorganisé » et a trouvé que les titres traînaient en longueur, pour une note finale d'1 sur 5.

## Liste des titres
Toutes les chansons sont écrites et composées par Mastodon.
| No  | Titre                                                  | Durée |
| --- | ------------------------------------------------------ | ----- |
| 1.  | The Wolf Is Loose                                      | 3:34  |
| 2.  | Crystal Skull (Feat. Scott Kelly)                      | 3:27  |
| 3.  | Sleeping Giant                                         | 5:36  |
| 4.  | Capillarian Crest                                      | 4:25  |
| 5.  | Circle of Cysquatch                                    | 3:19  |
| 6.  | Bladecatcher                                           | 3:20  |
| 7.  | Colony of Birchmen (Feat. Josh Homme)                  | 4:19  |
| 8.  | Hunters of the Sky                                     | 3:52  |
| 9.  | Hand of Stone                                          | 3:30  |
| 10. | This Mortal Soil                                       | 5:00  |
| 11. | Siberian Divide (Feat. Cedric Bixler-Zavala)           | 5:32  |
| 12. | Pendulous Skin (Feat. Isaiah « Ikey » Owens)           | 22:15 |
| 13. | Crystal Skull (Titre bonus issu d'un concert au Japon) |       |

## Détail des titres
La dernière chanson de l'album, « Pendulous Skin », contient une lettre secrète de Josh Homme, l'un des musiciens invités de l'album. À 21:25, il dit : « Cher Mastodon, mon nom est Joshua. Je suis un gros fan de votre groupe et je viens du Sud de la Californie. J'ai vraiment aimé ce que vous faites (mauvaise traduction précédente du verbe to Dig : Creuser, mais aussi en argot = comprendre, apprécier...) . C'est pourquoi j'ai espéré que cela ne vous dérangerait pas si, lorsque j'ai eu la maquette de votre dernier CD, j'ai chanté dessus et je vous l'ai envoyé en hommage. J'espère que vous ne m'en voulez pas non plus si j'ai téléversé ça sur Internet. Mais dites, j'ai l'impression que vous, les mecs, êtes assez cool pour faire vous aussi quelque chose comme ça. Sincèrement, votre fan, Joshua M. Homme. PS : keep it real... real (effets de studio)... *rire*... real. » Lorsqu'il a été interviewé par Pitchfork et qu'on l'a interrogé sur ce message, Homme a répondu : « J'étais juste en train de rigoler avec eux. Et puis ils m'ont demandé s'ils pouvaient mettre ça à la fin de leur enregistrement, et j'ai répondu oui. J'ai fait les parties vocales [pour le titre « Colony of Birchmen »] et je leur ai envoyées, et il y avait le message avant que la chanson commence ». La chanson en elle-même s'arrête à 5:01, suivie par un silence d'un quart d'heure, puis par le message de Homme.
Le titre « Colony of Birchmen » est un hommage à la chanson « The Colony of Slippermen » du groupe de rock progressif Genesis, que le batteur de Mastodon, Brann Dailor, apprécie particulièrement.
Le titre « Sleeping Giant » est disponible en contenu téléchargeable sur le jeu vidéo Guitar Hero III: Legends of Rock, et « Colony of Birchmen » figure dans Rock Band 2.

## Anecdotes
- En tant qu'album-concept, Blood Mountain raconte une histoire que l'on peut suivre dans les paroles. Le personnage principal de cette histoire est à la recherche du Crâne de Cristal (« Crystal Skull »), qu'il espère trouver au sommet de la montagne sanglante. S'il le trouve, il perdra son cerveau reptilien, ce qui lui permettra d'accomplir un pas de plus dans l'évolution biologique des êtres humains[14].
- Dans une interview, Troy Sanders révèle qu'un Cysquatch est « un Sasquatch à un œil capable de voir le futur ». Il avertit le personnage principal des dangers à venir dans la quête du Crâne de Cristal[15].
- Sur « The Wolf is Loose », certains vers des paroles font référence aux titres des chapitres du roman Le Héros aux mille et un visages de Joseph Campbell.

## Line-up

### Membres du groupe
- Troy Sanders – chant, basse
- Brent Hinds – guitare, chœurs
- Bill Kelliher – guitare, chœurs
- Brann Dailor – batterie

### Invités
- Scott Kelly (Neurosis) – chant sur « Crystal Skull »
- Josh Homme (Queens of the Stone Age) – chant et guitare sur « Colony of Birchmen »
- Cedric Bixler-Zavala (The Mars Volta) – chant sur « Siberian Divide »
- Isaiah "Ikey" Owens (The Mars Volta) – clavier sur « Pendulous Skin »
- Jimmy Geofferys - tuba et euphonium sur « Sleeping Giant »
- Nicola Shangrow et Erica Brewer - violin sur « Sleeping Giant »
- Jennifer Ellison - violoncelle sur « Sleeping Giant »

### Production
- Matt Bayles - producteur
- Rich Costey - mixage
- Vlado Meller - mastering
- Eric Searle et Michael Green – pré-production

## Charts

### Album
| Année | Chart             | Position |
| ----- | ----------------- | -------- |
| 2006  | The Billboard 200 | 32       |

### Singles
| Année | Single             | Chart                        | Position |
| ----- | ------------------ | ---------------------------- | -------- |
| 2006  | Colony of Birchmen | Mainstream Rock Tracks chart | 32       |